# Pithys
Pithys är ett litet fågelsläkte i familjen myrfåglar inom ordningen tättingar. Släktet omfattar endast två arter som förekommer i Sydamerika i östra Colombia, Venezuela, Guyanaregionen, Amazonområdet norr om Amazonfloden i Brasilien och Peru:
- Vitplymad myrfågel (P. albifrons)
- Vitmaskad myrfågel (P. castaneus)